# Petro Badło
Petro Kłymentijowycz Badło, ukr. Петро Климентійович Бадло (ur. 24 maja 1976 w Tarnopolu) – ukraiński trener piłkarski, piłkarz, grający na pozycji obrońcy, trener piłkarski. Posiada również obywatelstwo kazachskie.

## Kariera piłkarska

### Kariera klubowa
Wychowanek Internatu Sportowego we Lwowie. Karierę piłkarską rozpoczął w 1993 roku w drużynie Dnister Zaleszczyki. Podczas przerwy zimowej sezonu 1994/95 został zaproszony do Krystału Czortków, który występował w pierwszej lidze. Od sierpnia 1996 do końca roku występował w klubie Pokuttia Kołomyja, po czym powrócił do Czortkowa. Próbował swoich sił w Nywie Tarnopol grającej w Wyszczej lidze, ale nie zagrał w zespole żadnego meczu. W 1999 zgodził się na propozycję Petra Didyka, który w tym czasie rozpoczął sezon w Pawlogradzie, a potem przeniósł się do Kazachstanu, podpisać kontrakt z Tobyłem Kostanaj. W barwach kostanajskiego klubu spędził osiem sezonów, rozgrywając ponad 200 meczów. W 2007 roku przeniósł się do FK Aktöbe. W 2012 roku jeszcze będąc graczem otrzymał licencję trenerską kategorii A. W 2013 został obrany na kapitana FK Aktöbe. W 2015 wrócił do rodzimego Tarnopola, gdzie jeszcze jako grający trener występował w sezonie 2016/17 w składzie Nywy Tarnopol.

## Kariera trenerska
Po zakończeniu kariery piłkarskiej w 2015 rozpoczął pracę szkoleniową. Najpierw pomagał trenować Nywę Tarnopol, a od 9 września 2015 do 1 maja 2017 prowadził ją. Potem objął stanowisko głównego trenera innej miejskiej drużyny FK Tarnopol. 2 kwietnia 2018 został zaproszony do sztabu szkoleniowego FK Aktöbe.

## Sukcesy i odznaczenia

### Sukcesy klubowe
- mistrz Kazachstanu: 2007, 2008, 2009, 2013
- wicemistrz Kazachstanu: 2003, 2005, 2010
- brązowy medalista Mistrzostw Kazachstanu: 2002, 2004, 2006, 2011, 2012
- zdobywca Pucharu Kazachstanu: 2008
- finalista Pucharu Kazachstanu: 2003
- zdobywca Superpucharu Kazachstanu: 2008, 2010

### Sukcesy indywidualne
- najlepszy piłkarz Mistrzostw Kazachstanu według UEFA: 2013